# Wyborowa

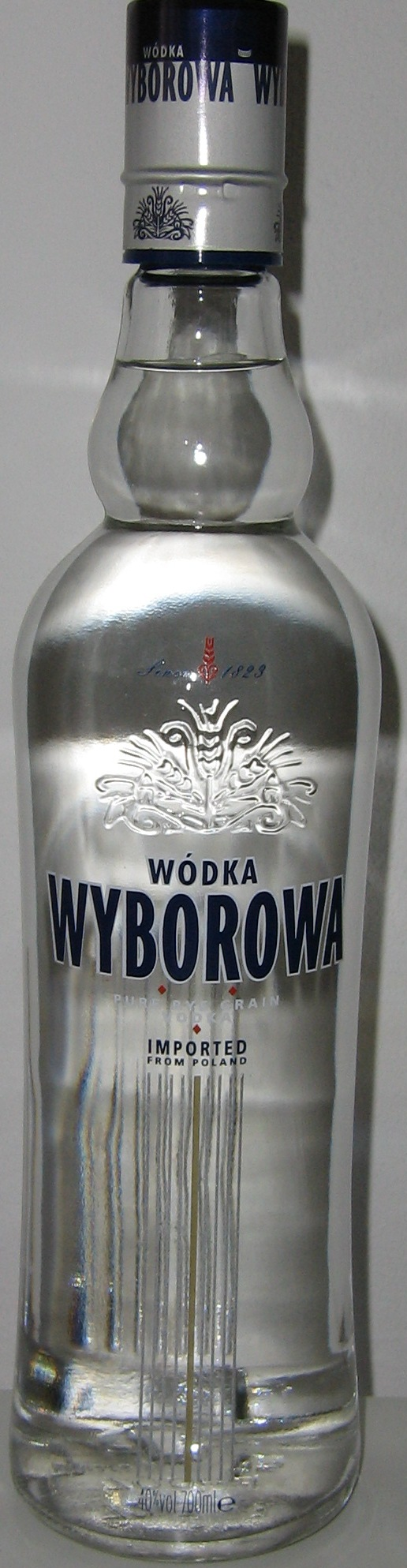
Wódka Wyborowa

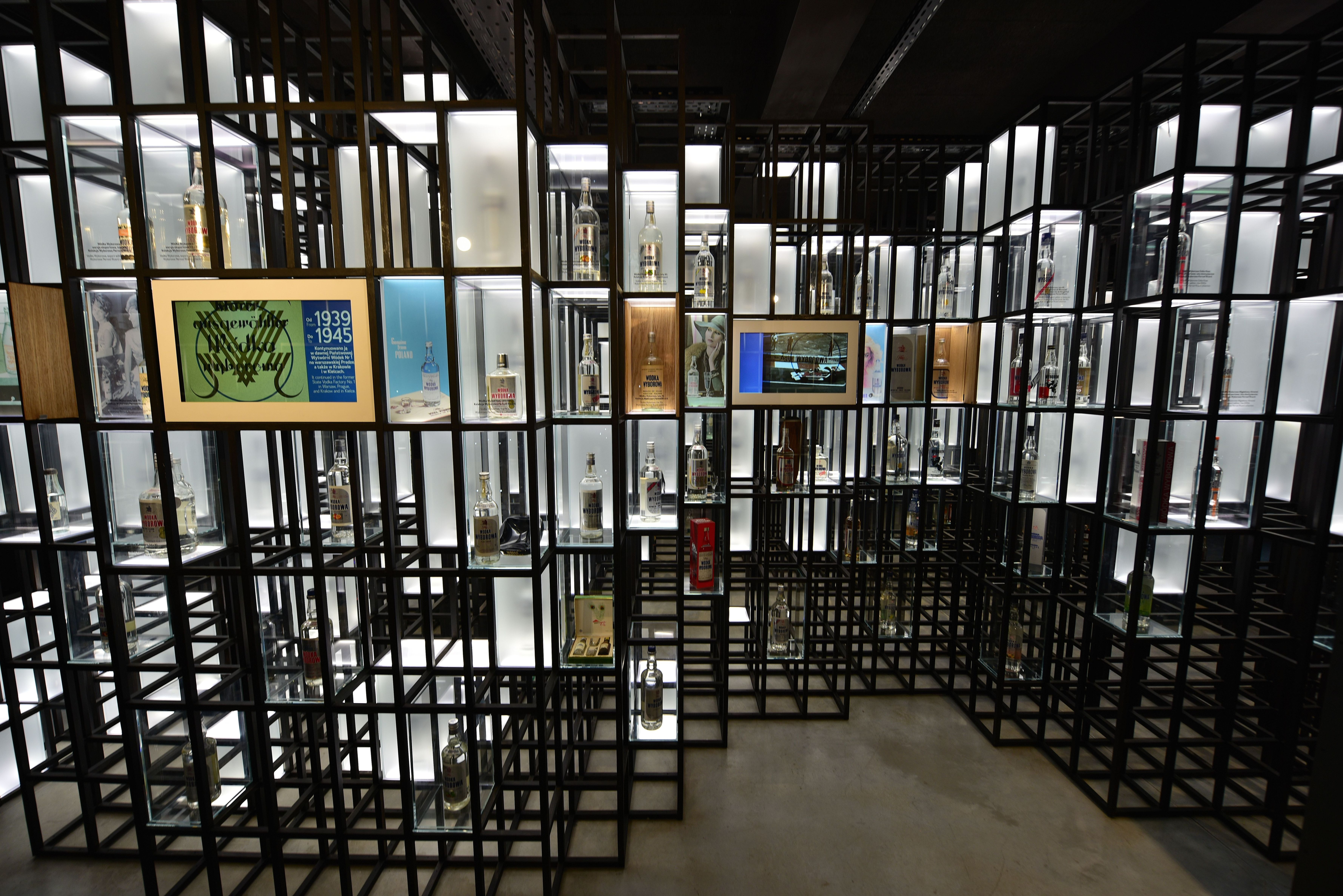
Fragment ekspozycji poświęcony Wyborowej w Muzeum Polskiej Wódki w Warszawie

Wyborowa – marka czystej wódki, produkowanej z żyta, przy wykorzystaniu trzystopniowego procesu destylacji, który nadaje jej charakterystyczny słodki smak i kremową konsystencję. Znak towarowy Wyborowa pochodzi od spirytusu wyborowego, używanego w procesie destylacji. Produkcję wódki Wyborowa rozpoczął w 1823 roku w Poznaniu żydowski przedsiębiorca Hartwig Kantorowicz. Wódka Wyborowa była jednym z pierwszych zarejestrowanych znaków towarowych polskich alkoholi. Wyborowa to także jedna z najstarszych, współcześnie produkowanych wódek w Polsce, należąca obecnie do międzynarodowej grupy Pernod Ricard.

## Historia
Receptura dla wódki Wyborowa została stworzona w 1926 roku przez Państwowy Monopol Spirytusowy. Do destylacji wódki Wyborowa używano wówczas najnowocześniejszej dostępnej technologii. Światową popularność Wyborowa zdobyła już w latach 20. i 30. XX wieku. W 1927 r. stała się pierwszą na świecie zarejestrowaną marką wódki i jednocześnie pierwszą marką wódki eksportowanej poza granice kraju produkcji.
W 1930 roku rozpoczęto eksport wódki Wyborowa do Francji, Belgii, Meksyku, Libanu, Syrii, Norwegii, Kanady, Brazylii. W tym czasie Wyborowa zdobyła swoje pierwsze międzynarodowe nagrody. W 1932 roku znak towarowy wódki Wyborowa zgłoszono do Urzędu Patentowego. Dla zmniejszenia kosztów transportu upoważniono 4 inne destylarnie w Polsce do produkcji wódki Wyborowa. W 1934 roku, po zakończeniu prohibicji, rozpoczęto eksport wódki do USA.
W roku 1937 wódka Wyborowa została wybrana przez Państwowy Monopol Spirytusowy, spośród 3 rodzajów czystych wódek, na produkt eksportowy. Wódka Wyborowa przeznaczona na eksport była produkowana z żyta. Wódka z ziemniaków przeznaczona była na rynek lokalny oraz do USA. Do końca lat 30. Wyborowa była eksportowana na 23 rynki. Pod koniec lat 30. miniaturki wódki Wyborowa były rozsyłane do polskich konsulatów, dla promocji Polski za granicą. Po zakończeniu II wojny światowej wódka Wyborowa ponownie została produktem eksportowym. W 1951 roku utworzono Poznańskie Zakłady Przemysłu Spirytusowego, znanego później jako Polmos Poznań, a obecnie Wyborowa S.A. W 1961 roku wznowiono eksport do importerów przedwojennych, zarówno w krajach kapitalistycznych, jak i w socjalistycznych. W latach 60. Wyborową serwowano na wielkich przyjęciach Paryża, Berlina, Nowego Jorku. W Rzymie powstał bar przy Piazza Navona, w którym Wyborową pito w specjalnych kieliszkach Rinaldi w kształcie menzurki. Przed podaniem mrożono je w naczyniu z kruszonym lodem.
W latach 70. i 80. XX wieku Wyborowa była sprzedawana tylko w wybranych sklepach w Polsce, obok najlepszych produktów importowanych. Jej cena podawana była w walutach obcych. W roku 1998 nastąpiła komercjalizacja Poznańskich Zakładów Przemysłu Spirytusowego Polmos. Dwa lata później Poznańskie Zakłady Przemysłu Spirytusowego S.A., w ramach podziału znaków towarowych, nabyły prawa do znaku towarowego wódka Wyborowa. Od tego momentu tylko one posiadały prawo do produkcji tej wódki (wcześniej każde przedsiębiorstwo Polmos mogło produkować tę markę).
W roku 2001 nastąpiła prywatyzacja Poznańskich Zakładów Przemysłu Spirytusowego Polmos S.A., a pakiet większościowy akcji został nabyty przez Pernod Ricard S.A. W tym samym roku zmieniono nazwę z Poznańskich Zakładów Przemysłu Spirytusowego Polmos S.A. na Wyborowa S.A. W 2013 przeniesiono rozlewanie i butelkowanie wódki Wyborowa do zakładu w Zielonej Górze, natomiast w Poznaniu pozostawiono produkcję spirytusu.

## Obrót międzynarodowy
Wyborowa niemal od początku swojego powstania była marką przeznaczoną na eksport.
Wódka Wyborowa, określana „autentyczną wódką z Polski” była podawana podczas wielu wyjątkowych wydarzeń, takich jak inauguracyjny lot Concordem w 1976 roku, podczas rozdania Oscarów w 2004 i 2005 roku lub podczas rozdania nagród MTV.
Wódka Wyborowa została nagrodzona 23-krotnie podczas wielu międzynarodowych targów. Według barmańskiego rankingu Hot Brands Drinks International 2010 jest też najbardziej cenioną polską wódką na świecie.
Wódka Wyborowa jest eksportowana do 77 krajów i należy do grona wciąż nielicznych polskich marek znanych na całym świecie. To największa marka wódki w Szwajcarii i we Włoszech, ma także bardzo silną pozycję w segmencie wódek premium w Meksyku, gdzie trafia ok. 20% jej produkcji. Cieszy się najwyższą dynamiką wzrostu we Francji oraz w Wielkiej Brytanii, a od wprowadzenia Wyborowej na rynek azjatycki w 2004 r. – także w Chinach.

## Proces produkcji
Proces produkcji wódki Wyborowa łączy w sobie tradycyjną recepturę wódki oraz najnowsze osiągnięcia technologiczne. Wódka Wyborowa posiada oznaczenie „Polska Wódka”, ponieważ jest produkowana wyłącznie w Polsce.
Wyborowa jest produkowana wyłącznie z polskiego żyta, pochodzącego z upraw w regionie Wielkopolski. Proces produkcji rozpoczyna się od selekcji najlepszych odmian żyta, mających gwarantować odpowiedni słodki smak oraz gęstą, aksamitną konsystencję.
Produkcja spirytusu odbywa się w dwóch etapach. Pierwszy z nich to produkcja spirytusu surowego w gorzelniach rolniczych z wykorzystaniem aparatu destylacyjnego. Wówczas tworzony jest właściwy charakter i styl, który ma istotny wpływ na smak i aromat produktu finalnego. Drugi etap to wielokrotna destylacja (rektyfikacja) spirytusu z gorzelni w zakładzie rektyfikacyjnym. Po rektyfikacji spirytus wysokoprocentowy jest rozcieńczany do mocy wódki do butelkowania (40% alkoholu).

## Pozostałe informacje
Pablo Picasso: „Największe osiągnięcia ostatniego półwiecza to: blues, kubizm i polska wódka”.
Wódka Wyborowa pojawia się w filmie Billy’ego Wildera „Miłość po południu”. Kiedy postacie grane przez Gary’ego Coopera i Audrey Hepburn znajdują się w pokoju hotelowym i otwierają mini-bar, sięga on właśnie po wódkę Wyborowa.
Wyborowa pojawia się także w filmie „Psy 2. Ostatnia krew” w reżyserii Władysława Pasikowskiego w kontekście słynnego cytatu: „Panie! Litra Wyborowej i ogórki!”